# Tristan Delacroix
Pour les articles homonymes, voir Delacroix.
Tristan Delacroix (né le 12 juin 1994 à Toulon) est un coureur cycliste français.

## Biographie
Lors de la saison 2019, Tristan Delacroix s'impose sur une étape du Tour Nivernais Morvan,. Deux ans plus tard, il remporte le Tour du Kosovo (avec une étape) et termine troisième du Tour de Serbie, deux courses inscrites au calendrier de l'Union Cycliste Internationale. Il se distingue également dans le programme de la Coupe de France DN2 en remportant une étape des Boucles Nationales du Printemps ainsi que le Grand Prix Christian Fenioux. 
En 2022, le Team Nice Métropole Côte d'Azur crée son équipe continentale. Tristan Delacroix y passe professionnel, à l'âge de 27 ans. Il réalise ses débuts lors du Grand Prix La Marseillaise. Il enchaîne avec le Tour de La Provence, où il se classe dix-neuvième du classement général.
Redevenu amateur en 2024, il s’adjuge le titre de champion de la Région Sud au mois de juin.

## Palmarès et résultats

### Par année
- 2015
  - Nocturne de la Sainte-Madeleine
  - Souvenir Stéphane Huc
  - 3e du Souvenir Henri Chardonnet
- 2016
  - 2e étape de la Ronde Nancéienne
  - Grand Prix de la Londe-les-Maures
  - 3e du Grand Prix de Cavalaire
- 2017
  - Ronde Vénitienne
  - 2e des Boucles du Tarn et du Sidobre
  - 3e du Grand Prix de Cavalaire
  - 3e du Grand Prix de Nice
- 2018
  - Grand Prix de Pégomas
  - 2e du Défi de Nore
  - 2e des Boucles du Tarn et du Sidobre
  - 3e du Grand Prix de Châteaudouble
  - 3e de la Nuitée Cycliste de la Londe-les-Maures
  - 3e de la Nocturne de Brignoles
- 2019
  - 3e étape du Tour Nivernais Morvan
  - 3e de la Ronde Vénitienne
- 2020
  - 2e de la Ronde Nicopolis
- 2021
  - 1re étape des Boucles Nationales du Printemps
  - Tour du Kosovo :
    - Classement général
    - 1re étape

  - Grand Prix Christian Fenioux
  - 2e du Grand Prix des Industries de Belley
  - 2e du Grand Prix de Pontevès
  - 3e des Quatre Jours des As-en-Provence
  - 3e du Tour de Serbie
- 2024
  - Championnat de la Région Sud
  - 2e du Grand Prix Midi Prim
- 2025
  - Circuit de Saône-et-Loire
  - 2e du Grand Prix Midi Prim
  - 3e du championnat de la Région Sud

### Classements mondiaux
| Année           | 2021 |
| --------------- | ---- |
| UCI Europe Tour | 543e |